# Okbajtal
Okbajtal, także Akbajtał (tadż. ағбаи Оқбайтал, agbai Okbajtal; ros. перевал Акбайтал, pieriewał Akbajtał) – przełęcz w Pamirze, we wschodnim Tadżykistanie, pomiędzy Górami Sarykolskimi a pasmem Muzkol. Znajduje się na wysokości 4655 m n.p.m. Przecina ją droga samochodowa Osz-Chorog (Trakt Pamirski).

## Galeria

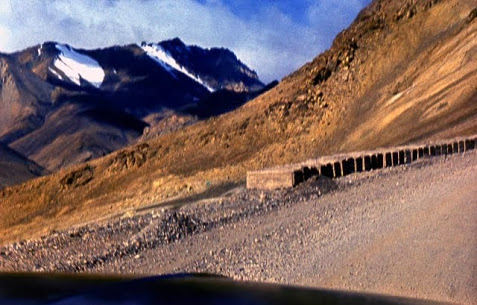
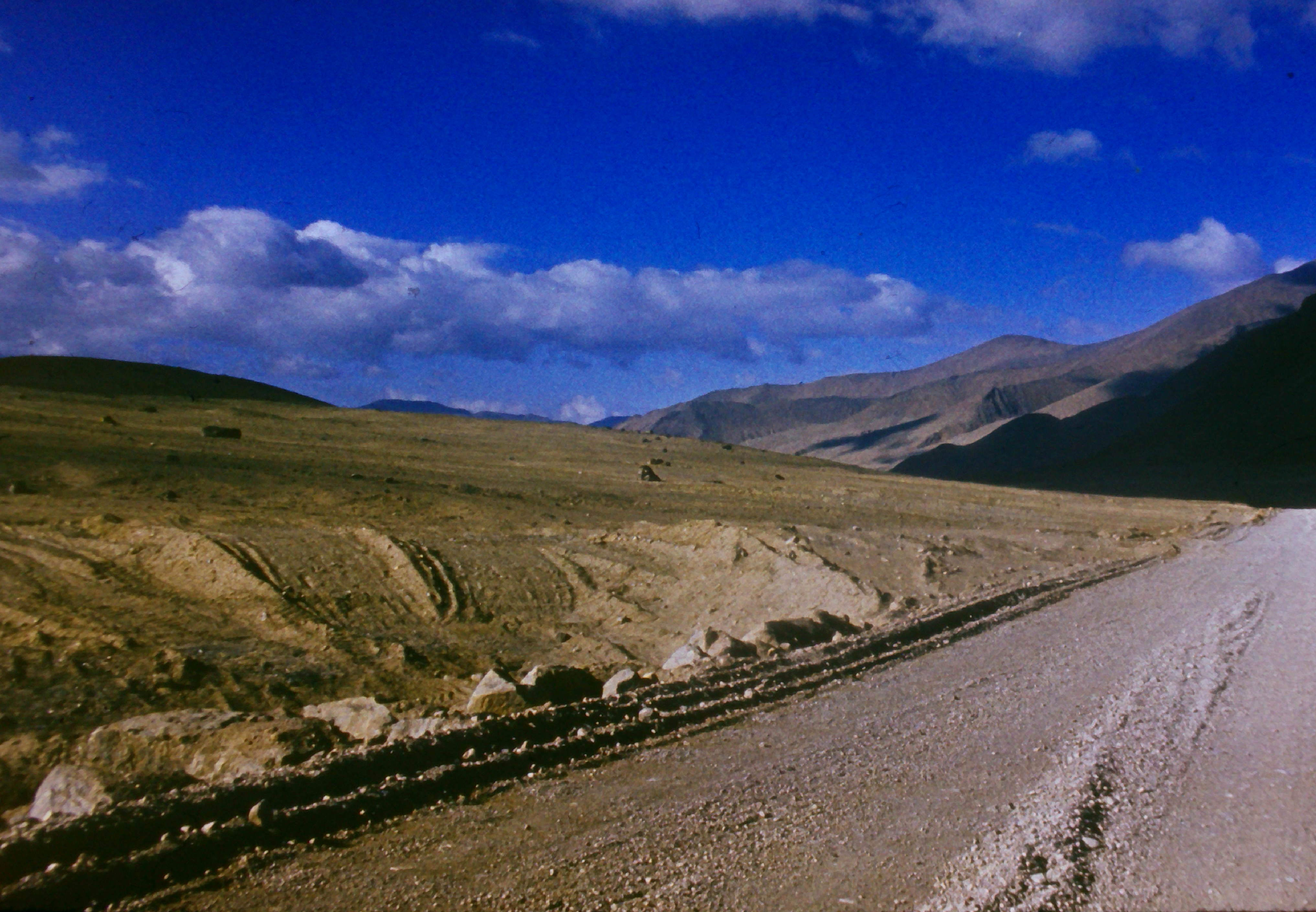
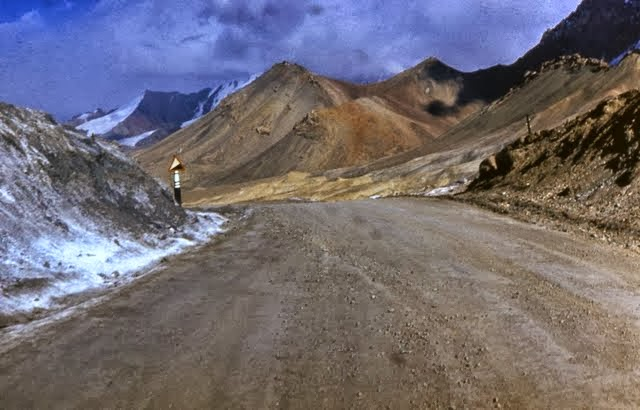